# Mark Wallenwein

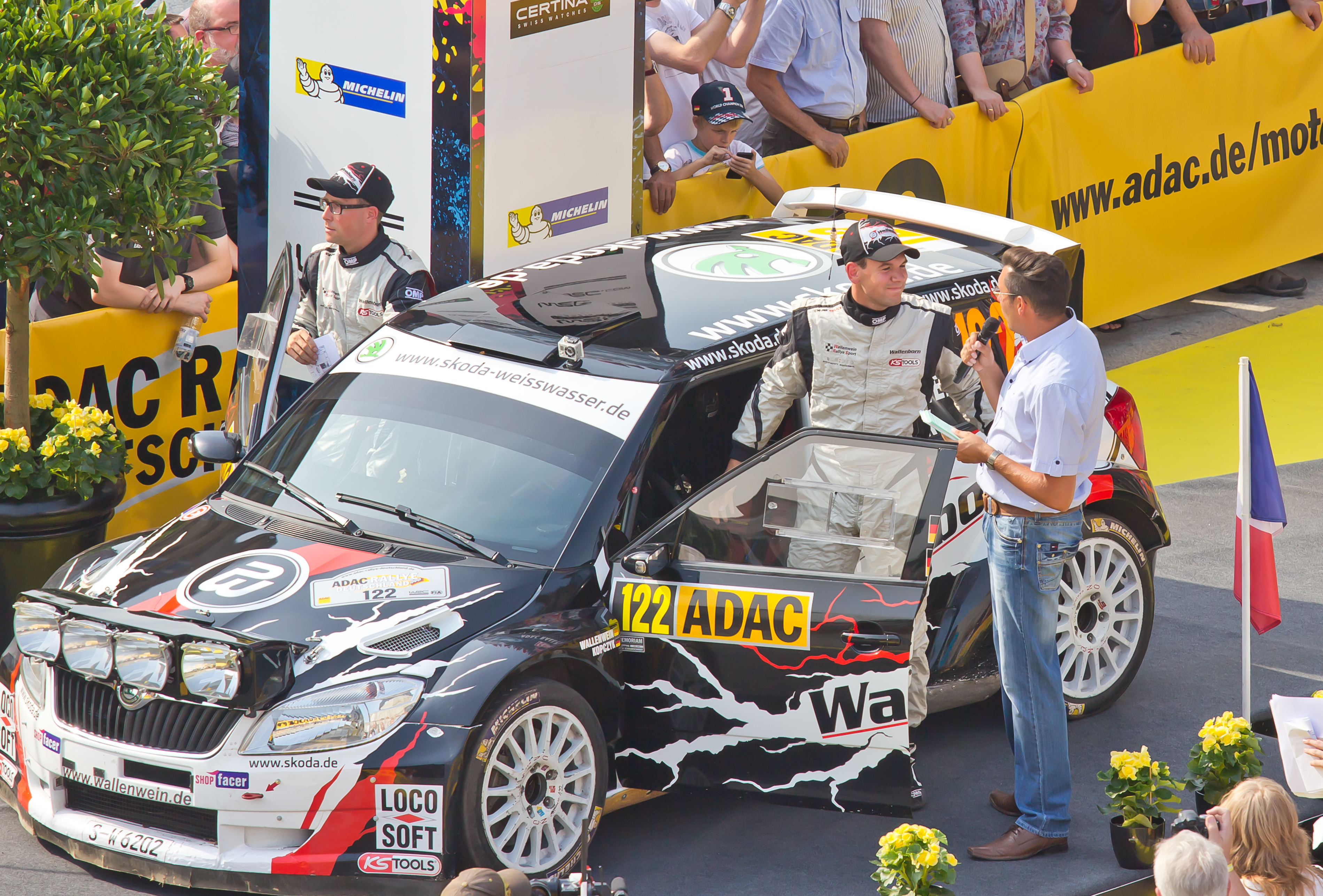
Mark Wallenwein bei der Fahrerpräsentation zur Rallye Deutschland 2013 in Köln

Mark Wallenwein (* 16. April 1987 in Stuttgart) ist deutscher Rallyefahrer. Er ist deutscher Rallyemeister 2012. Er ist der jüngere Bruder des deutschen Rallye-Meisters von 2011 Sandro Wallenwein.

## Karriere
Mark Wallenwein begann 1996 seine Rennsportkarriere mit Kart-Slalom. 2003 startete er im Alter von 16 Jahren beim ADAC Slalom Cup.
Seine allererste Rallye fuhr er auf einem Citroën Saxo am 2. Juli 2005 bei der Grabfeldrallye im unterfränkischen Sulzdorf an der Lederhecke, Deutschlands teilnehmerstärksten Automobilrallye. Er belegt bei seinem Debüt einen 5. Rang in seiner Klasse direkt hinter Felix Herbold und wurde in der Gesamtwertung sehr guter 70. von 150 Startern. Sein Bruder Sandro konnte übrigens die starkbesetzte Rallye mit knappen Vorsprung gewinnen.
2006 absolvierte Mark seine erste Rallyesaison und seinen ersten Weltmeisterschaftslauf im Suzuki Ignis Rallye Cup mit dem aktuellen Beifahrer Stefan Kopczyk.
2007 folgten internationale Einsätze in der Finnischen und Deutschen Rallyemeisterschaft auf Suzuki Ignis, Subaru Impreza und Honda Civic.
Im Jahr 2008 absolvierte Mark alle Läufe zur Deutschen Rallyemeisterschaft auf einem Citroen C2R2  und gewann die Division 3 (Platz 6 in der Gesamtwertung). Ebenfalls im Jahr 2008 erschien Mark zum ersten Mal in der „Top-25-Liste“ der besten deutschen Rallypiloten.
Mit dem Gewinn der ADAC Stiftung Sport Sichtung in der Kategorie „Rallye“ erhielt Mark ab der Saison 2009 ein Förderpaket und konnte vier Rallye-WM-Einsätze im Renault Clio R3 neben der Deutschen Rallyemeisterschaft absolvieren.
Mit dem Einstieg von Škoda Auto Deutschland in die Deutsche Rallyemeisterschaft 2010 wurde Mark neben Matthias Kahle zum Werksfahrer. Mit einem Gesamtsieg bei der Rally Saarland und weiteren Podiumsplätzen sicherte er sich den 4. Meisterschaftsrang bei der Deutschen Rallyemeisterschaft 2010.
2011 bestritt Mark insgesamt vier Intercontinental-Rally-Challenge-Läufe, unter anderem auch die Rallye Monte Carlo. Das beste Resultat wurde beim Finale in Zypern mit dem 8. Gesamtrang erreicht.
2012 kehrte Mark mit Unterstützung des Luxemburgers Frantz Wallenborn in einem Škoda Fabia S2000 in die Deutsche Rallye-Meisterschaft zurück. Bei der ADAC Saarland-Rallye konnte sich der Schwabe mit Rang drei hinter seinem Bruder Sandro Wallenwein und dem mehrfachen deutschen Rallye-Meister Hermann Gassner junior den Titel "Deutscher Rallyemeister" bereits vorzeitig sichern.